# 丈野古草
丈野古草（学名：Arundinella decempedalis）是禾本科野古草属的植物。分布于泰国、印度东北部、巴基斯坦以及中国大陆的云南西部及南部、广西西部等地，生长于海拔700米至1,800米的地区，多生于山坡草地，目前尚未由人工引种栽培。